# Гори Бутану

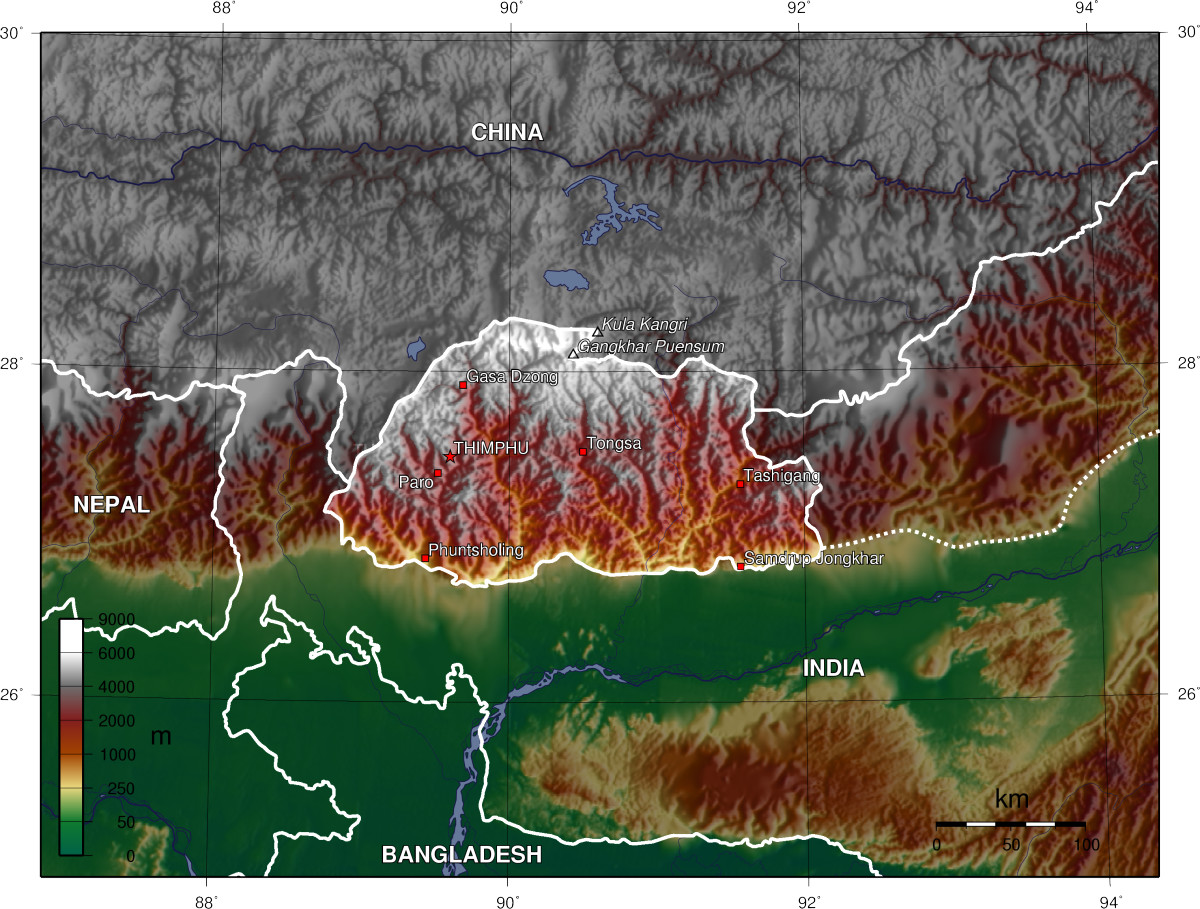

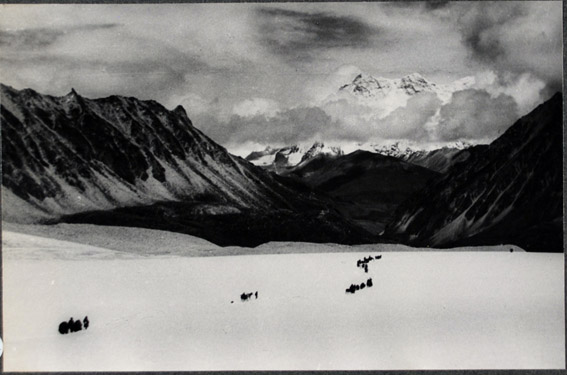
Кула Кангрі

Гори Бутану — одна із головних пам'яток цієї країни. Королівство Бутан, розташоване в південній частині Східних Гімалаїв, є однією з найпересічених місцевостей у світі: висота над рівнем моря у Бутані міняється від 160 до більше ніж 7000 м; подекуди такий перепад висот виявляється на відстані менше 100 км.
Найвищі вершини Бутану - Кула Кангрі (за різними даними, 7538-7554 м н.р.м.), Канкар-Пунсум (7541-7570 м н.р.м.) і Джомолхарі (7000-7314 м н.р.м.); питання про те, яка з них є найвищою точкою на території Бутану, остаточно не вирішене через нечітку демаркацію бутано-китайського кордону і відмінності у вимірах висоти, проведені бутанськими і китайськими експедиціями. Окрім цих гір, у Бутані є ще 19 вершин-семитисячників.
Бутанское високогір'я відрізняється суворим кліматом: на високих піках увесь рік лежить сніг, а на нижчих горах і в обтесаних ущелинах майже увесь час дме сильний вітер, чому ущелини уподібнюються аеродинамічним трубам. Високогірний ландшафт є кам'янистою пустелею, безплідною і коричневою влітку, обмерзлою взимку. Снігові бурі, що зародилися в горах на півночі Бутану, часто рухаються на південь і приходять на нагір'я у центральній частині країни.
Виділяють три основні географічні зони: Великі Гімалаї (англ. Great Himalaya; вони ж Високі Гімалаї або просто Гімалаї), Нижня Гімалайська гряда (вона ж Внутрішні Гімалаї (англ. Inner Himalaya)) і Субгімалайська гряда.
Засніжені Великі Гімалаї розташовані у північних областях Бутану на висотах від приблизно 5500 до понад 7500 м н.р.м.; по них проходить державний кордон Бутану і Китаю (фр. Frontière entre le Bhoutan et la République populaire de Chine) і тягнуться ланцюги бутанських гірських льодовиків (англ. Glaciers of Bhutan); на великих висотах клімат арктичний. Льодовики живлять річки, що стікають в численні альпійські долини і зрошують луги і пасовища, на яких пасуть тварин нечисленні вівчарі.
Відрожисті гряди Нижніх Гімалаїв, чия висота над рівнем моря складає від 1500 до 5500 м, пролягають із північного заходу на південний схід (у західній частині Бутану) і з північного сходу на південний захід в східному Бутані. Цей гірський регіон є економічним і культурним центром королівства, і в нім розташована більшість дзонгів.
Горбистий ландшафт Субгімалайської гряди, розташованої нижче 1500 м н.р.м., помітно відрізняється від інших географічних зон. Ще нижче, поблизу кордону з Індією, розташовані дуари.
Скелі в низькогір'ї складені, в основному, з крупнозернистих гранітів і пісковиків, а у високогір'ї-з гнейсів і слюдяних сланців. У багатьох районах знайдено багаті поклади вапняків.
Гірські масиви розрізано долинами (англ. Valleys of Bhutan) безлічі бутанських річок, які наповнюються водою від танучих льодовиків і мусонних дощів. Велика частина населення Бутану мешкає у долинах і низинах, розділених труднопрохідними відрогами Внутрішніх Гімалаїв.:72, 84, 91 І навіть зараз, попри те, що транспорт у Бутані розвивається і модернізується, будуються нові автостради - подорож з однієї долини в іншу, навіть сусідню, може бути скрутною.
У центральній частині Бутану Чорні гори утворюють вододіл між двома основними річковими басейнами: річки Мо-Чу (приплив Санкоша) і річки Дрангме-Чу (вона ж Манас; приплив Брахмапутри). На схід від Чорних гір лежать Західні долини. Центральні долини зі сходу обмежені хребтом Донга (англ. Donga Range).
Королівство Бутан контролює декілька стратегічно важливих гірських перевалів в Гімалаях, у тому числі перевали, через які йдуть шляхи з Тибету в Ассам. Упродовж століть ці шляхи були єдиними дорогами в королівстві, що проводить політику ізоляціонізму, за що Бутан стали називати «гірською фортецею Богів». Британці, що намагалися колонізувати Бутан і оголошували його своїм протекторатом, окуповували тільки низини, а до високогірних районів так і не дійшли.